# Alex Kirsch
Alex Kirsch (Luxemburg, 12 juni 1992) is een Luxemburgs wielrenner die anno 2021 rijdt voor Trek-Segafredo.

## Overwinningen
2008
 Luxemburgs kampioen op de weg, Nieuwelingen
2012
 Luxemburgs kampioen op de weg, Beloften
2013
Bergklassement Flèche du Sud
 Luxemburgs kampioen tijdrijden Beloften
 Luxemburgs kampioen op de weg, Beloften
1e etappe Ronde van Tsjechië (ploegentijdrit) (met Sean De Bie, Jesús Ezquerra, Kristian Haugaard Jensen, Jan Hirt, Fábio Silvestre en Eugenio Alafaci)
2014
 Luxemburgs kampioen tijdrijden Beloften
 Luxemburgs kampioen op de weg, Beloften
2023
 Luxemburgs kampioen tijdrijden, Elite
 Luxemburgs kampioen op de weg, Elite

## Resultaten in voornaamste wedstrijden
| Jaar | Ronde van Italië | Ronde van Frankrijk | Ronde van Spanje |
| ---- | ---------------- | ------------------- | ---------------- |
| 2014 |                  |                     |                  |
| 2015 |                  |                     |                  |
| 2016 |                  |                     |                  |
| 2017 |                  |                     |                  |
| 2018 |                  |                     |                  |
| 2019 |                  |                     | 125e             |
| 2020 |                  |                     |                  |
| 2021 |                  |                     | 120e             |
| 2022 |                  | opgave              | 119e             |
| 2023 | 96e              | 115e                |                  |
| 2024 |                  |                     |                  |
| 2025 |                  |                     |                  |

| Jaar | Milaan-San Remo | Gent-Wevelgem | Ronde van Vlaanderen | Parijs-Roubaix | Amstel Gold Race | Luik-Bast.‑Luik | Parijs-Tours |  | WK op de weg |
| ---- | --------------- | ------------- | -------------------- | -------------- | ---------------- | --------------- | ------------ |  | ------------ |
| 2014 |                 |               |                      |                |                  |                 | 59e          |  |              |
| 2015 |                 |               |                      |                | opgave           | opgave          |              |  | opgave       |
| 2016 |                 |               |                      |                |                  |                 |              |  |              |
| 2017 |                 | opgave        |                      |                |                  |                 | opgave       |  | opgave       |
| 2018 |                 | 31e           | 69e                  | opgave         |                  |                 |              |  | opgave       |
| 2019 |                 |               | 120e                 | buit.tijd      |                  |                 |              |  | opgave       |
| 2020 |                 | opgave        | 96e                  |                |                  | opgave          |              |  |              |
| 2021 |                 |               |                      | opgave         |                  |                 | 52e          |  | opgave       |
| 2022 | 40e             | 40e           | 78e                  | opgave         |                  |                 | 54e          |  |              |
| 2023 |                 | 26e           | opgave               | 87e            |                  |                 | 76e          |  | opgave       |
| 2024 | 102e            | opgave        |                      |                |                  |                 | 19e          |  |              |
| 2025 | 46e             | 36e           |                      |                |                  |                 |              |  |              |

## Ploegen
- 2012 –  Leopard-Trek Continental Team
- 2013 –  Leopard-Trek Continental Team
- 2014 –  Leopard Development Team
- 2014 –  Trek Factory Racing (stagiair vanaf 1 augustus)
- 2015 –  Cult Energy Pro Cycling
- 2016 –  Stölting Service Group
- 2017 –  WB Veranclassic Aqua Protect
- 2018 –  WB Aqua Protect Veranclassic
- 2019 –  Trek-Segafredo
- 2020 –  Trek-Segafredo
- 2021 –  Trek-Segafredo
- 2022 –  Trek-Segafredo
- 2023 –  Trek-Segafredo
- 2024 –  Lidl-Trek
- 2025 –  Lidl-Trek

Alafaci · Arredondo · Beppu · Busche · Cancellara · Devolder · Didier · Felline · Hondo · Irizar · Jungels · Kišerlovski · Nizzolo · Popovytsj · B. van Poppel · D. van Poppel · Rast · Roulston · A. Schleck · F. Schleck · Sergent · Silvestre · Stuyven · Vandewalle · Voigt · Watson · Zoidl · Zubeldia · Chevrier (stagiair) · Eastman (stagiair) · Kirsch (stagiair)
Carbel · Downing · Gerdemann · Guldhammer · Hník · Kirsch · Larsson · Lemarchand · Mager · Mortensen · Pedersen · Quaade · Reihs · Vinther · Wegmann · Zangerlé
De Winter · Delfosse · Dernies · Deruette · Duquennoy · Habeaux · Ista · Jans · Jules · Kirsch · Masson · Naesen · Pardini · Peyskens · Robeet · Spengler · Stassen · Vantomme · Warnier · Mortier (stagiair) · Taminiaux (stagiair)
De Winter · Dehaes · Delfosse · Deruette · Duquennoy · Habeaux · Ista · Jules · Kirsch · Lietaer · Masson · Mortier · Peyskens · Robeet · Six · Spengler · Stassen · Vantomme · Warnier
Beppu · Bernard · Brambilla · Ciccone · Clarke · Conci · Degenkolb · Eg · Felline · Frame · Gogl · Irizar (actief t/m 3 augustus) · Kirsch · de Kort · Mollema · Mosca (vanaf 1 augustus) · Moschetti · Mullen · Pantano · Pedersen  · Porte · Reijnen · Skujiņš · Stetina · Stuyven · Theuns · Debeaumarché (stagiair) · López (stagiair) · Quarterman (stagiair)
Bernard · Brambilla · Ciccone · Clarke · Conci · De Kort · Eg · Elissonde · Kamp · Kirsch · Liepiņš · López · Mollema · Mosca · Moschetti · Mullen · A. Nibali · V. Nibali · Pedersen  · Porte · Quarterman · Reijnen · Ries · Simmons · Skujiņš · Stuyven · Theuns · Weening (vanaf 5 juni) · Fancellu (stagiair) · Skjelmose Jensen (stagiair) · Tiberi (stagiair)
Bernard · Brambilla · Ciccone · Conci · Eg · Egholm · Elissonde · Gebreigzabhier · Kamp · Kirsch · De Kort  · Liepiņš · López · Mollema · Mosca · Moschetti · Mullen · A. Nibali · V. Nibali · Pedersen · Quarterman · Reijnen · Ries · Simmons · Skjelmose Jensen · Skujiņš · Stuyven · Theuns · Tiberi · Baroncini (stagiair) · Hellemose (stagiair) · Hoole (stagiair)
Aberasturi · Baroncini · Bernard · Brambilla · Brustenga · Cataldo · Ciccone · Egholm · Elissonde · Gallopin · Gebreigzabhier· Hellemose · Hoelgaard · Hoole · Kamp · Kirsch · Liepiņš · López · Mollema · Mosca · Moschetti · Pedersen · Pellaud · Simmons · Skjelmose Jensen · Skujiņš · Stuyven · Theuns · Tiberi · Tolhoek · Vergaerde · Nys (stagiair) · Vacek (stagiair)
Aberasturi · Baroncini · Bernard · Brustenga · Cataldo · Ciccone · Elissonde · Gallopin · Gebreigzabhier · Hellemose · Hoelgaard · Hoole · Kirsch · Liepiņš · López · Mollema · Mosca · Nys · Mad.Pedersen · Simmons · Skjelmose · Skujiņš · Stuyven · Tesfatsion · Theuns · Tiberi (tot 28/4) · Tolhoek · Vacek · Vergaerde · Aebersold (stagiair) · Mar.Pedersen (stagiair) · Teutenberg (stagiair)
Bagioli · Bernard · Cataldo · Ciccone · Consonni · Declercq · Felline · Geoghegan Hart · Ghebreigzabhier · Gibbons · Hoole · Kirsch · Konrad · López · Milan · Mollema · Mosca · Nys · Oomen · Pedersen · Simmons · Skjelmose · Skujiņš · Stuyven · Tesfatsion · Theuns · Vacek · Vergaerde · Verona · Ronhaar (stagiair)